# Щелепоногі
Щелепоно́гі (Maxillopoda) — клас водних ракоподібних (Crustacea).

## Опис
Характерні риси цієї групи — редукція числа сегментів черевця і відсутність на них кінцівок. Голова складена п'ятьма сегментами, груди — шістьма, черевце — чотирма.
Найбільш відомі представники цієї групи — циклопи (Cyclopidae) і морські жолуді (Balanus). Більшість мають дрібні розміри, включаючи найдрібнішого у світі представника типу Членистоногі, Stygotantulus stocki, що має довжину 0,1 мм.

## Систематика
Ймовірно, Maxillopoda не є монофілетичною групою. На думку багатьох авторів, це швидше службовий таксон, в якому зібрані усі ряди ракоподібних, які не можуть бути віднесені до інших класів.
| Підклас                    | Члени | Фото                                          |
| -------------------------- | --- | --------------------------------------------- |
| Веслоногі раки (Copepoda)  | Calanoida Cyclopoida Gelyelloida Harpacticoida Misophrioida Monstrilloida Mormonilloida Platycopioida Poecilostomatoida Siphonostomatoida | Calocalanus pavo (Calanoida: Calocalanidae)   |
| Thecostraca                | Cirripedia Facetotecta Ascothoracida | Chthamalus stellatus (Sessilia: Chthamalidae) |
| Карпоїди (Branchiura)      | Arguloida | Argulus (Argulidae)                           |
| П'ятивустки (Pentastomida) | Cephalobaenida Porocephalida | Armillifer armillatus (Porocephalidae)        |
| Mystacocarida              | Ctenocheilocaris Derocheilocaris | Ctenocheilocaris (Derocheilocarididae)        |
| Tantulocarida              | Basipodellidae Deoterthridae Doryphallophoridae Microdajidae                                                                              |                                               |